# Progressione del record mondiale dei 1500 m stile libero
In vasca corta (25 metri) i record del mondo sono omologati dalla World Aquatics dal 3 marzo 1991.

## Uomini

### Vasca lunga
| #  | Tempo    | +   | Atleta               | Nazionalità      | Data             | Evento                        | Luogo                       | Ref   |
| -- | -------- | --- | -------------------- | ---------------- | ---------------- | ----------------------------- | --------------------------- | ----- |
| 1  | 22'48"4  |     | Henry Taylor         | Gran Bretagna    | 25 luglio 1908   | Giochi olimpici               | Londra, Regno Unito         |       |
| 2  | 22'00"0  |     | George Hodgson       | Canada           | 10 luglio 1912   | Giochi olimpici               | Stoccolma, Svezia           |       |
| 3  | 21'35"3  |     | Arne Borg            | Svezia           | 8 luglio 1923    |                               | Göteborg, Svezia            |       |
| 4  | 21'15"0  |     | Arne Borg            | Svezia           | 30 gennaio 1924  |                               | Sydney, Australia           |       |
| 5  | 21'11"4  |     | Arne Borg            | Svezia           | 13 luglio 1924   | Giochi olimpici               | Parigi, Francia             |       |
| 6  | 20'06"6  |     | Andrew Charlton      | Australia        | 15 luglio 1924   | Giochi olimpici               | Parigi, Francia             |       |
| 7  | 20'04"4  |     | Arne Borg            | Svezia           | 18 agosto 1926   | Campionati europei            | Budapest, Ungheria          |       |
| 8  | 19'07"2  |     | Arne Borg            | Svezia           | 2 settembre 1927 | Campionati europei            | Bologna, Italia             |       |
| 9  | 18'58"8  |     | Tomikatsu Amano      | Giappone         | 10 agosto 1938   |                               | Tokyo, Giappone             |       |
| 10 | 18'35"7  |     | Shirō Hashizume      | Giappone         | 16 agosto 1949   |                               | Los Angeles, Stati Uniti    |       |
| 11 | 18'19"0  |     | Hironoshin Furuhashi | Giappone         | 16 agosto 1949   |                               | Los Angeles, Stati Uniti    |       |
| 12 | 18'05"9  |     | George Breen         | Stati Uniti      | 3 maggio 1956    |                               | New Haven, Stati Uniti      |       |
| 13 | 17'59"5  |     | Murray Rose          | Australia        | 30 ottobre 1956  |                               | Melbourne, Australia        |       |
| 14 | 17'52"9  |     | George Breen         | Stati Uniti      | 5 dicembre 1956  |                               | Melbourne, Australia        |       |
| 15 | 17'28"7  | 55y | John Konrads         | Australia        | 22 febbraio 1958 |                               | Melbourne, Australia        |       |
| 16 | 17'11"0  | 55y | John Konrads         | Australia        | 27 febbraio 1960 |                               | Sydney, Australia           |       |
| 17 | 17'05"5  |     | Roy Saari            | Stati Uniti      | 17 agosto 1963   |                               | Tokyo, Giappone             |       |
| 18 | 17'01"8  |     | Murray Rose          | Australia        | 2 agosto 1964    |                               | Los Altos, Stati Uniti      |       |
| 19 | 16'58"7  |     | Roy Saari            | Stati Uniti      | 2 settembre 1964 |                               | New York, Stati Uniti       |       |
| 20 | 16'58"6  |     | Stephen Krause       | Stati Uniti      | 15 agosto 1965   |                               | Maumee, Stati Uniti         |       |
| 21 | 16'41"6  |     | Mike Burton          | Stati Uniti      | 21 agosto 1966   |                               | Lincoln, Stati Uniti        |       |
| 22 | 16'34"1  |     | Mike Burton          | Stati Uniti      | 13 agosto 1967   | AAU Nationals                 | Oak Park, Stati Uniti       |       |
| 23 | 16'28"1  |     | Guillermo Echevarria | Messico          | 7 luglio 1968    | Santa Clara Invitational      | Santa Clara, Stati Uniti    |       |
| 24 | 16'08"5  |     | Mike Burton          | Stati Uniti      | 3 settembre 1968 | USA Olympic Trials            | Long Beach, Stati Uniti     |       |
| 25 | 16'04"5  |     | Mike Burton          | Stati Uniti      | 17 agosto 1969   | AAU Nationals                 | Louisville, Stati Uniti     |       |
| 26 | 15'57"1  |     | John Kinsella        | Stati Uniti      | 23 agosto 1970   | AAU Nationals                 | Los Angeles, Stati Uniti    |       |
| 27 | 15'52"91 |     | Rick DeMont          | Stati Uniti      | 6 agosto 1972    | USA Olympic Trials            | Chicago, Stati Uniti        |       |
| 28 | 15'52"58 |     | Mike Burton          | Stati Uniti      | 4 settembre 1972 | Giochi olimpici               | Monaco, Germania Ovest      |       |
| 29 | 15'37"80 |     | Stephen Holland      | Australia        | 5 agosto 1973    | Meeting premondiale           | Brisbane, Australia         |       |
| 30 | 15'31"85 |     | Stephen Holland      | Australia        | 9 settembre 1973 | Campionati mondiali           | Belgrado, Jugoslavia        |       |
| 31 | 15'31"75 |     | Tim Shaw             | Stati Uniti      | 25 agosto 1974   | AAU Nationals                 | Concord, Stati Uniti        |       |
| 32 | 15'27"79 |     | Stephen Holland      | Australia        | 25 gennaio 1975  | New Zealand Games             | Christchurch, Nuova Zelanda |       |
| 33 | 15'20"91 |     | Tim Shaw             | Stati Uniti      | 21 giugno 1975   | USA World Championship Trials | Long Beach, Stati Uniti     |       |
| 34 | 15'10"89 |     | Stephen Holland      | Australia        | 27 febbraio 1976 | AUS Olympic Trials            | Sydney, Australia           |       |
| 35 | 15'06"66 |     | Brian Goodell        | Stati Uniti      | 21 giugno 1976   | USA Olympic Trials            | Long Beach, Stati Uniti     |       |
| 36 | 15'02"40 |     | Brian Goodell        | Stati Uniti      | 20 luglio 1976   | Giochi olimpici               | Montréal, Canada            |       |
| 37 | 14'58"27 |     | Vladimir Sal'nikov   | Unione Sovietica | 22 luglio 1980   | Giochi olimpici               | Mosca, Unione Sovietica     |       |
| 38 | 14'56"35 |     | Vladimir Sal'nikov   | Unione Sovietica | 13 marzo 1982    | URSS vs DDR Duel              | Mosca, Unione Sovietica     |       |
| 39 | 14'54"76 |     | Vladimir Sal'nikov   | Unione Sovietica | 22 febbraio 1983 | URSS Winter Nationals         | Mosca, Unione Sovietica     |       |
| 40 | 14'50"36 |     | Jörg Hoffmann        | Germania         | 13 gennaio 1991  | Campionati mondiali           | Perth, Australia            |       |
| 41 | 14'48"40 |     | Kieren Perkins       | Australia        | 5 aprile 1992    | AUS Olympic Trials            | Canberra, Australia         |       |
| 42 | 14'43"48 |     | Kieren Perkins       | Australia        | 31 luglio 1992   | Giochi olimpici               | Barcellona, Spagna          |       |
| 43 | 14'41"66 |     | Kieren Perkins       | Australia        | 24 agosto 1994   | XV Giochi del Commonwealth    | Victoria, Canada            |       |
| 44 | 14'34"56 |     | Grant Hackett        | Australia        | 29 luglio 2001   | Campionati mondiali           | Fukuoka, Giappone           |       |
| 45 | 14'34"14 |     | Sun Yang             | Cina             | 31 luglio 2011   | Campionati mondiali           | Shanghai, Cina              |       |
| 46 | 14'31"02 |     | Sun Yang             | Cina             | 4 agosto 2012    | Giochi olimpici               | Londra, Regno Unito         | [ 1 ] |
| 47 | 14'30"67 |     | Bobby Finke          | Stati Uniti      | 4 agosto 2024    | Giochi olimpici               | Parigi, Francia             |       |

Legenda: Ref - Referto della gara;
Record non ottenuti in finale: (b) - batteria; (sf) - semifinale; (s) - staffetta prima frazione.

### Vasca corta
| #                                                      | Tempo    | + | Atleta               | Nazionalità      | Data              | Evento                 | Luogo                          | Ref   |
| ------------------------------------------------------ | -------- | - | -------------------- | ---------------- | ----------------- | ---------------------- | ------------------------------ | ----- |
| -                                                      | 14'37"60 |   | Vladimir Sal'nikov   | Unione Sovietica | 1981              | Coppa Europa           |                                |       |
| Record riconosciuti ufficialmente dalla World Aquatics |          |   |                      |                  |                   |                        |                                |       |
| 1                                                      | 14'32"40 |   | Kieren Perkins       | Australia        | 2 febbraio 1992   | Grand Prix             | Brisbane, Australia            |       |
| 2                                                      | 14'26"52 |   | Kieren Perkins       | Australia        | 14 luglio 1993    |                        | Auckland, Nuova Zelanda        |       |
| 3                                                      | 14'19"55 |   | Grant Hackett        | Australia        | 27 settembre 1998 | Campionati australiani | Perth, Australia               |       |
| 4                                                      | 14'10"10 |   | Grant Hackett        | Australia        | 7 agosto 2001     | Campionati australiani | Perth, Australia               |       |
| 5                                                      | 14'08"06 |   | Gregorio Paltrinieri | Italia           | 4 dicembre 2015   | Campionati europei     | Netanya, Israele               | [ 3 ] |
| 6                                                      | 14'06"88 |   | Florian Wellbrock    | Germania         | 21 dicembre 2021  | Campionati mondiali    | Abu Dhabi, Emirati Arabi Uniti | [ 4 ] |

Legenda: Ref - Referto della gara;
Record non ottenuti in finale: (b) - batteria; (sf) - semifinale; (s) - staffetta prima frazione.

## Donne

### Vasca lunga
| #  | Tempo    | +   | Atleta             | Nazionalità   | Data              | Evento                             | Luogo                        | Ref   |
| -- | -------- | --- | ------------------ | ------------- | ----------------- | ---------------------------------- | ---------------------------- | ----- |
| 1  | 25'06"6  |     | Helen Wainwright   | Stati Uniti   | 19 agosto 1922    |                                    | New York, Stati Uniti        |       |
| 2  | 24'07"6  |     | Ethel McGary       | Stati Uniti   | 31 dicembre 1925  |                                    | Coral Gables, Stati Uniti    |       |
| 3  | 24'00"2  |     | Edith Mayne        | Gran Bretagna | 15 settembre 1926 |                                    | Exmouth, Regno Unito         |       |
| 4  | 23'44"6  |     | Martha Norelius    | Stati Uniti   | 28 luglio 1927    |                                    | Massapequa, Stati Uniti      |       |
| 5  | 23'17"2  |     | Helene Madison     | Stati Uniti   | 15 luglio 1931    |                                    | New York, Stati Uniti        |       |
| 6  | 22'36"7  |     | Grethe Frederiksen | Danimarca     | 26 giugno 1936    |                                    | Copenaghen, Danimarca        |       |
| 7  | 21'45"7  |     | Ragnhild Hveger    | Danimarca     | 3 luglio 1938     |                                    | Helsingør, Danimarca         |       |
| 8  | 21'10"1  |     | Ragnhild Hveger    | Danimarca     | 11 agosto 1940    |                                    | Helsingør, Danimarca         |       |
| 9  | 20'57"0  |     | Ragnhild Hveger    | Danimarca     | 20 agosto 1941    |                                    | Copenaghen, Danimarca        |       |
| 10 | 20'46"5  |     | Lenie de Nijs      | Paesi Bassi   | 23 luglio 1955    |                                    | Utrecht, Paesi Bassi         |       |
| 11 | 20'22"8  |     | Jans Koster        | Paesi Bassi   | 21 agosto 1956    |                                    | Utrecht, Paesi Bassi         |       |
| 12 | 20'03"1  |     | Jans Koster        | Paesi Bassi   | 27 luglio 1957    |                                    | Hilversum, Paesi Bassi       |       |
| 13 | 19'25"7  | 55y | Ilsa Konrads       | Australia     | 14 gennaio 1960   |                                    | Sydney, Australia            |       |
| 14 | 19'23"6  |     | Jane Cederqvist    | Svezia        | 8 settembre 1960  |                                    | Uppsala, Svezia              |       |
| 15 | 19'02"8  |     | Margareta Rylander | Svezia        | 27 giugno 1961    |                                    | Uppsala, Svezia              |       |
| 16 | 18'44"0  |     | Carolyn House      | Stati Uniti   | 16 agosto 1962    |                                    | Chicago, Stati Uniti         |       |
| 17 | 18'30"5  |     | Patrica Carreto    | Stati Uniti   | 30 luglio 1964    |                                    | Los Altos, Stati Uniti       |       |
| 18 | 18'23"7  |     | Patrica Carreto    | Stati Uniti   | 12 agosto 1965    |                                    | Los Altos, Stati Uniti       |       |
| 19 | 18'12"9  |     | Patricia Carreto   | Stati Uniti   | 21 agosto 1966    |                                    | Lincoln, Stati Uniti         |       |
| 20 | 18'11"1  |     | Debbie Meyer       | Stati Uniti   | 9 luglio 1967     | Santa Clara Invitational           | Santa Clara, Stati Uniti     |       |
| 21 | 17'50"2  |     | Debbie Meyer       | Stati Uniti   | 20 agosto 1967    | AAU Nationals                      | Filadelfia, Stati Uniti      |       |
| 22 | 17'31"2  |     | Debbie Meyer       | Stati Uniti   | 21 luglio 1968    |                                    | Los Angeles, Stati Uniti     |       |
| 23 | 17'19"9  |     | Debbie Meyer       | Stati Uniti   | 17 agosto 1969    | AAU Nationals                      | Louisville, Stati Uniti      |       |
| 24 | 17'19"20 |     | Cathy Calhoun      | Stati Uniti   | 28 agosto 1971    | AAU Nationals                      | Houston, Stati Uniti         |       |
| 25 | 17'00"6  |     | Shane Gould        | Australia     | 12 dicembre 1971  |                                    | Sydney, Australia            |       |
| 26 | 16'56"9  |     | Shane Gould        | Australia     | 11 febbraio 1973  | AUS Nationals                      | Adelaide, Australia          |       |
| 27 | 16'54"14 |     | Jo Ann Harshbarger | Stati Uniti   | 25 agosto 1973    | USA World Championship Trials      | Louisville, Stati Uniti      |       |
| 28 | 16'49"9  |     | Jennifer Turrall   | Australia     | 9 dicembre 1973   | Top-level meet                     | Sydney, Australia            |       |
| 29 | 16'48"2  |     | Jennifer Turrall   | Australia     | 9 gennaio 1974    | NSW State Championships            | Sydney, Australia            |       |
| 30 | 16'43"4  |     | Jennifer Turrall   | Australia     | 13 luglio 1974    |                                    | Sydney, Australia            |       |
| 31 | 16'39"28 |     | Jennifer Turrall   | Australia     | 3 agosto 1974     | Los Angeles Invitational           | Los Angeles, Stati Uniti     |       |
| 32 | 16'33"94 |     | Jennifer Turrall   | Australia     | 25 agosto 1974    | AAU Nationals                      | Concord, Stati Uniti         |       |
| 33 | 16'24"60 |     | Alice Brown        | Stati Uniti   | 21 agosto 1977    | AAU Nationals                      | Mission Viejo, Stati Uniti   |       |
| 34 | 16'14"93 |     | Tracey Wickham     | Australia     | 8 febbraio 1978   | Invitational                       | Brisbane, Australia          |       |
| 35 | 16'06"63 |     | Tracey Wickham     | Australia     | 25 febbraio 1979  | AUS Nationals                      | Perth, Australia             |       |
| 36 | 16'04"49 |     | Kimberley Linehan  | Stati Uniti   | 19 agosto 1979    | AAU Nationals                      | Fort Lauderdale, Stati Uniti |       |
| 37 | 16'00"73 |     | Janet Evans        | Stati Uniti   | 31 luglio 1987    | USA Nationals & Pan Pacific Trials | Clovis, Stati Uniti          |       |
| 38 | 15'52"10 |     | Janet Evans        | Stati Uniti   | 26 marzo 1988     | Campionati primaverili USA         | Orlando, Stati Uniti         |       |
| 39 | 15'42"54 |     | Kate Ziegler       | Stati Uniti   | 17 giugno 2007    | TYR Meet of Champions              | Mission Viejo, Stati Uniti   |       |
| 40 | 15'36"53 |     | Katie Ledecky      | Stati Uniti   | 30 luglio 2013    | Campionati mondiali                | Barcellona, Spagna           |       |
| 41 | 15'34"23 |     | Katie Ledecky      | Stati Uniti   | 19 giugno 2014    | Woodlands senior invitational      | Shenandoah, Stati Uniti      |       |
| 42 | 15'28"36 |     | Katie Ledecky      | Stati Uniti   | 24 agosto 2014    | Campionati panpacifici             | Gold Coast, Australia        |       |
| 43 | 15'27"71 |     | Katie Ledecky      | Stati Uniti   | 3 agosto 2015     | Campionati mondiali                | Kazan', Russia               |       |
| 44 | 15'25"48 |     | Katie Ledecky      | Stati Uniti   | 4 agosto 2015     | Campionati mondiali                | Kazan', Russia               | [ 5 ] |
| 45 | 15'20"48 |     | Katie Ledecky      | Stati Uniti   | 16 maggio 2018    | TYR Pro Swim Series                | Indianapolis, Stati Uniti    | [ 6 ] |

Legenda: Ref - Referto della gara;
Record non ottenuti in finale: (b) - batteria; (sf) - semifinale; (s) - staffetta prima frazione.

### Vasca corta
| #                                                      | Tempo    | + | Atleta          | Nazionalità   | Data             | Evento                             | Luogo                     | Ref   |  |
| ------------------------------------------------------ | -------- | - | --------------- | ------------- | ---------------- | ---------------------------------- | ------------------------- | ----- |  |
| -                                                      | 15'43"31 |   | Petra Schneider | Germania Est  | 10 gennaio 1982  |                                    | Gainesville, Stati Uniti  |       |  |
| Record riconosciuti ufficialmente dalla World Aquatics |          |   |                 |               |                  |                                    |                           |       |  |
| 1                                                      | 15'42"39 |   | Laure Manaudou  | Francia       | 20 novembre 2004 | Journée demi-fond                  | La Roche-sur-Yon, Francia |       |  |
| 2                                                      | 15'32"90 |   | Kate Ziegler    | Stati Uniti   | 12 ottobre 2007  | Alex Athletics Jubiläums Challenge | Essen, Germania           |       |  |
| 3                                                      | 15'28"65 |   | Lotte Friis     | Danimarca     | 28 novembre 2009 | Campionati danesi per club         | Birkerød, Danimarca       |       |  |
| 4                                                      | 15'26"95 |   | Mireia Belmonte | Spagna        | 29 novembre 2013 | Campionati spagnoli                | Castellón, Spagna         |       |  |
| 5                                                      | 15'22"68 |   | Lauren Boyle    | Nuova Zelanda | 9 agosto 2014    | Wellington Winter Championships    | Wellington, Nuova Zelanda |       |  |
| 6                                                      | 15'19"71 |   | Mireia Belmonte | Spagna        | 12 dicembre 2014 | Campionati spagnoli                | Sabadell, Spagna          | [ 7 ] |  |
| 7                                                      | 15'18"01 |   | Sarah Köhler    | Germania      | 16 novembre 2019 | Campionati tedeschi                | Berlino, Germania         |       |  |
| 8                                                      | 15'08"24 |   | Katie Ledecky   | Stati Uniti   | 29 ottobre 2022  | Coppa del mondo                    | Toronto, Canada           | [ 8 ] |  |

Legenda: Ref - Referto della gara;
Record non ottenuti in finale: (b) - batteria; (sf) - semifinale; (s) - staffetta prima frazione.